# Tibor Varga
Tibor Varga (Győr, Hungría, 4 de julio de 1921-Grimisuat, Suiza, 4 de septiembre de 2003) fue un virtuoso del violín, director de orquesta y pedagogo, proveniente de la ciudad natal de Joseph Joachim, Leopold Auer y Carl Flesch. Recibió varios reconocimientos como la Legión de Honor de Francia, la Cruz de Mérito Federal en Alemania y el Premio Nacional de Cultura en Suiza y Hungría.

## Estudios
Descubierto por Jenő Hubay, lo inscribieron a la edad de 10 años en la academia de Franz Liszt de Música en Budapest, donde comenzó a estudiar con los asistentes de Hubay, Franz Gabriel y Leó Weiner. Cuando Hubay murió, Varga fue elegido para tocar el concierto conmemorativo de Hubay, dirrigido por Ernő Dohnányi, ejecutando el 3.er Concierto para violín Opus 99 de Hubay. Durante la 2.ª guerra mundial, Varga estudió filosofía en la universidad de Budapest (1939-43).
En 1947, se estableció en Inglaterra como ciudadano británico.

## Carrera
A la edad de 10 años, Tibor Varga hizo su debut tocando el Concierto de violín de Felix Mendelssohn Opus 64 y a los 13 años hizo su primera grabación. Con 14 años ya había dado conciertos en distintas partes del mundo.
Tibor Varga ha tocado con la batuta de directores famosos como Ernest Ansermet, Leonard Bernstein, Carl Böhm, Pierre Boulez, Ferenc Fricsay, Wilhelm Furtwängler, Igor Markevitch, Georg Solti entre otros. Grabó discos con orquestas como la Filarmónica de Londres, la Berliner Philharmoniker y otras, para las disqueras Colombia, Deutsche Grammophon, la EMI y otras compañías renombradas. Su repertorio clásico, descrito como “el nuevo estilo del arte del violín” (Le Monde de La Musique, de París), está documentado por una extensa colección de CD. Sus interpretaciones de conciertos de Beethoven, Brahms, Chaikovski, Johann Sebastian Bach y W. A. Mozart hicieron referencias legendarias. Introdujo los Conciertos de violín de Béla Bartók, Alban Berg, Arnold Schoenberg por Europa y el mundo. Ernst Krenek, Mathyas Seiber y otros compositores le dedicaron obras. Arnold Schoenberg, después de haber escuchado a Varga tocar su concierto, escribió: “Quisiera ser más joven y escribir más música de esta orden para usted”.
Tibor Varga compuso varias cadencias para conciertos de violín, así como transcripciones y orquestaciones. En Hungría, Varga tocó un violín hecho por Lupot, que lamentablemente quedó destruido durante la Segunda Guerra Mundial. Después de 1947 tocó en un violín G. B. Guadagnini de 1757. Desde 1960 tuvo un Guarneri del Gesù llamado “Suelo-Varga”, de 1733. Tibor Varga tomó también la dirección de orquestas con éxito notable en los años 50 con numerosas grabaciones.

## Trayectoria
En 1945, después de la 2.ª Guerra mundial, fue el primer profesor de una nuevamente fundada academia de música en su ciudad natal en Hungría. En 1949, la recientemente creada academia de música en Detmold, Alemania, pidió que él fuera su profesor principal. Junto con André Navarra y Bruno Giuranna creó el departamento de cuerdas, que fue considerado el más importante de Europa en su tiempo. En 1954 fundó la orquesta de camera de Detmold.
Debido a la salud de su hijo Gilbert, se trasladó a Suiza en 1956, estableciéndose en Sion, donde fundó la École Supérieure de Musique, que contó con talentosos estudiantes de cuatro continentes. Varga mantuvo parcialmente sus funciones en Detmold hasta 1986.
En 1963 creó la “Academia de Música” en Sion, institución que se convertido en una de las más importantes de Europa.
Teniendo experiencia como miembro y presidente de jurados en varios concursos internacionales, convino en la fundación de un  “concurso de violín Tibor Varga" en Sion en 1967. Fueron laureados ahí Jean-Jacques Kantorow, Vadim Repin, L. Honda-Rosenberg y otros.
En 1964 Varga creó un festival en Sion donde cada año durante dos meses se presentan cerca de 30 conciertos, distribuidos entre diversas ciudades de las montañas suizas, con artistas y orquestas invitados. Así el festival internacional Tibor Varga de la música se ha convertido en una parte importante de la vida musical de la región.
En 1974 se estableció la “fundación Tibor Varga” (Grimisuat 1971, Suiza), para promover la cultura musical así como para organizar y examinar el patrimonio artístico de Tibor Varga, tal como grabaciones, ediciones y las escrituras etc. Tibor Varga es Hijo Ilustre de varias ciudades de Francia y Suiza.
Numerosos egresados de la Academia son Solistas, Concertinos, Directores de Festivales Internacionales de música como Myrijam Contzen, Gyula Stuller de la Orchestre de Chambre de Lausanne, Tatsuo Nishie de la New Japan Philharmonic, Volodymyr Baran de *Malta International Music Competitions, Valletta/Mdina, Malta, Central Academy of Arts, Violin and Friends International Music Festival en Malta, Yoris Jarzynski del Instituto Superior de Música de Chile y miembros de orquestas como Berliner Philharmoniker, Orchestra del Teatro alla Scala, Symphonieorchester des Bayerischen Rundfunks, Staatskapelle Dresden, Deutsches Symphonie-Orchester Berlin, New Japan y otras. La primera mujer admitida en la Filarmónica de Berlín fue alumna de Varga.